# Юродство

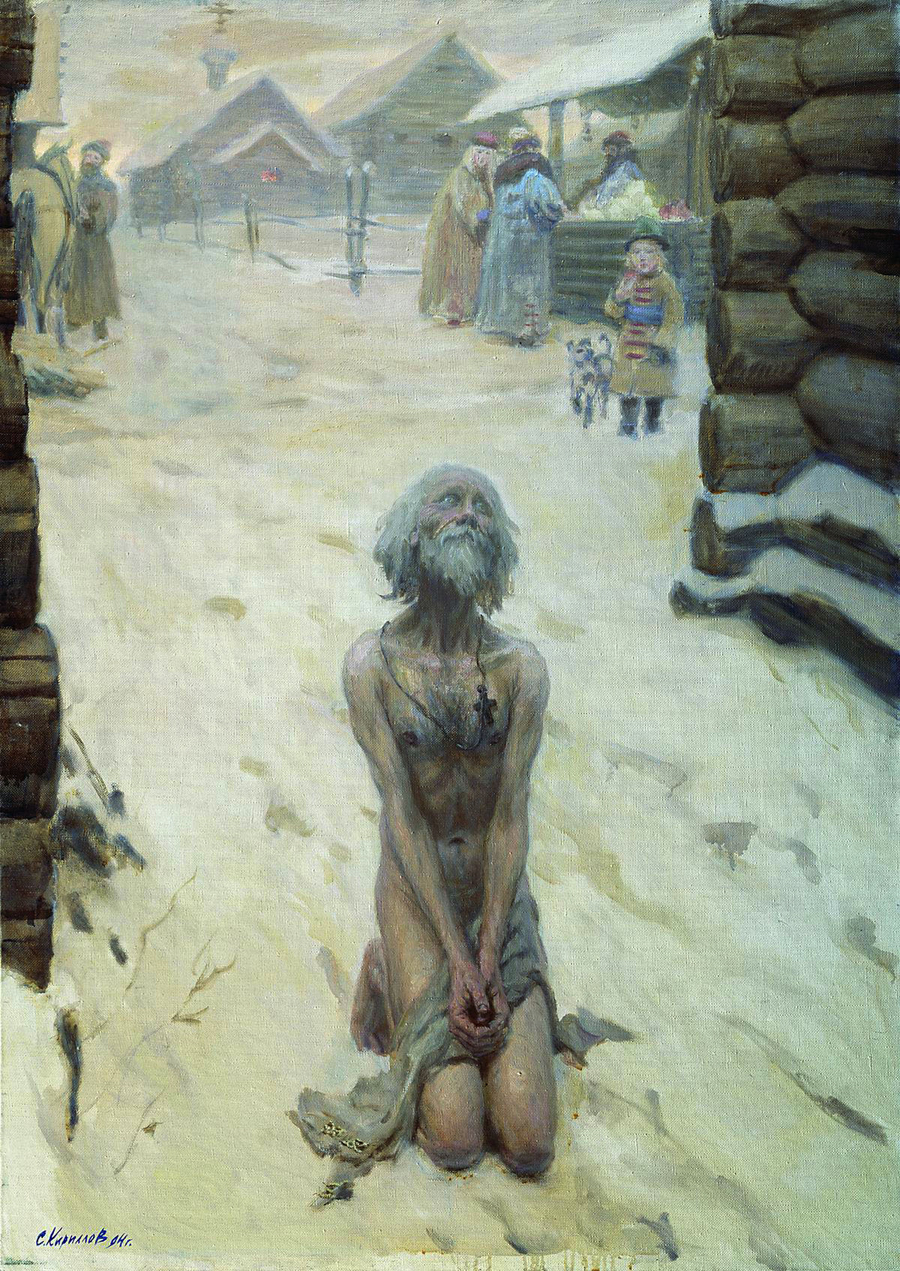
Молитва Василія Блаженного, юродивого святого Російської православної церкви, який не носив одягу навіть взимку.

Юро́дство (від староцерк.-слов. оуродъ, юродъ — «божевільний») — методика духовного подвижництва в християнстві, що полягає в удаванні людиною божевілля задля протистояння вадам мирського життя. Юродство найбільше властиве православному християнству, хоча деякі католицькі святі проявляли таку поведінку також.

## Етимологія
В загальному сенсі «юродивий» означає «божевільний», первісно — «той, хто неправильно народився», звідси ж «урод». У значенні «божевільний» слово закріпилося в XVII ст.
У релігійному контексті це особи, що вдають божевілля задля відмежування від світського життя.

## Сенс юродства
Християнські юродиві наслідують зовнішні ознаки божевілля, щоб подолати спокуси мирського життя та спонукати інших людей до їх подолання. Так, юродиві можуть свідомо бути бездомними, носити мало одягу чи й не носити його зовсім, виконувати брудну роботу, відмовлятися від будь-якої власності, загадково говорити. Важливо, що при цьому вони не є дійсно божевільними. Відомі приклади, коли юродиві добровільно покидали юродствування. Тобто, вдавання божевілля було їхнім свідомим вибором.
Юродиві можуть користуватися своїм статусом божевільних аби безкарно викривати порушення Божих заповідей (див. неосудність), у тому числі окремими священнослужителями. Але при цьому їхня діяльність не спрямована проти християнства чи церкви в цілому. Через це таких людей ще називають «юродивими заради Господа», на відміну від «юродивих заради себе» — тих, хто не контролюють себе чи вдають юродивих задля особистої вигоди.
Ідейними попередниками юродства можна вважати практики кініків, особливо Діогена з Сінопи, що вражав навколишніх своїм підкресленим аскетизмом і безсоромністю. Як кініків, так і руських юродивих, порівнювали з собаками.
У православ'ї вважається, що предтечами християнського юродства є старозавітні пророки Ісая, Ієремія й Ізекіїл, через яких говорив Святий Дух. Як вид подвижництва юродство виникло майже одночасно з чернецтвом у III — середині IV ст. у Єгипті, а звідти поширилося до Візантії та Русі. Більшість юродивих у Візантії були ченцями, як Серапіон Синдоніт, Віссаріон Чудотворець, святий Симеон Емеський, святий Андрій Царгородський. Проте до XIV ст. юродство у Візантії зникло, останнім тамтешнім юродивим вважається Максим Кавсокаліват. Першою юродивою вважається свята Ісидора з Тавенського монастиря. Руське юродство постало близько XI ст., пов'язується з іменем Ісакія Печерського, котрий «юродствував тимчасово». З XV–XVII ст. юродство існує як явище, відоме здебільшого у російському (московському) православ'ї, як у Прокопія Устюзького, що провокував ганення та побиття себе. За царя Петра І юродивих почали переслідувати, а у другій чверті XVIII ст. спеціальним едиктом їм заборонили навіть заходити до церкви. З XVI століття юродство стає виразно московським явищем, у російській культурі юродиві стали архетиповим образом, новим замінником старозавітних пророків, через яких говорить Бог. Юродиві уявлялися близькими до народу та протиставленими офіційній владі. Частково юродиві в російській культурі нагадують казкового персонажа — Івана-дурня. На думку Вадима Денисенка, в Росії склався особливий образ правителя-юродивого, що завдяки юродству має можливість обходити закони, в граничному випадку – нехтувати життями людей в ім’я вищої сутності (в Росії – держави).
В католицтві відомі практики, що наближуються до юродства, як життя Франциска Ассізького. Ексцентричною поведінкою відомий святий Миколай із Трані. Культура католицької Європи відводила функції, відповідні юродствуванню, блазням.
Здебільшого юродові ще за життя користувалися пошаною, а після смерті були канонізовані. Часто їм приписуються чудеса та дар пророкування. Наприклад, про київського блаженного Іоанна Босого існують перекази, що він міг назвати поіменно будь-яку зустрінену людину. Іноді образ юродивих ближчий до народних цілителів, аніж християнських святих, як у випадку стариці Аліпії.

## Відомі юродиві
- Феофіл Китаївський
- Андрій Юродивий Константинопольський
- Симеон Юродивий
- Франциск Ассізький
- Ксенія Петербурзька
- Василій Блаженний

## Ідейне підґрунтя
Ідейним підґрунтям для подвижників є проповіді Апостола Павла, котрий наголошував у Новому Заповіті:
- «Бо я думаю, що Бог нас, апостолів, поставив за найостанніших, мов на смерть засуджених, бо ми стали дивовищем світові, — і анголам, і людям. Ми нерозумні Христа ради, а ви мудрі в Христі; ми слабі, ви ж міцні; ви славні, а ми безчесні!» (1 Кор. 4:9-10)
- «Де мудрий? Де книжник? Де дослідувач віку цього? Хіба Бог мудрість світу цього не змінив на глупоту? Через те ж, що світ мудрістю не зрозумів Бога в мудрості Божій, то Богові вгодно було спасти віруючих через дурість проповіді» (1 Кор. 1:20-21)
- «Хай не зводить ніхто сам себе. Як кому з вас здається, що він мудрий в цім віці, нехай стане нерозумним, щоб бути премудрим.» (1 Кор. 3:18)
- «Цьогосвітня бо мудрість у Бога глупота, бо написано: Він ловить премудрих у хитрощах їхніх!» (1 Кор. 3:19)
- «Бо Боже й немудре розумніше воно від людей, а Боже немічне сильніше воно від людей!» (1 Кор. 1:25)

## У мистецтві
Тарас Шевченко вживав слово «юродивий» у широкому значенні («Схаменіться, недолюди, діти юродиві!» у поемі «І мертвим, і живим, і ненародженим», або «Ви огласили юродивим святого лицаря…» в поемі «Юродивий»), але тема пророка-юродивого, дивного для навколишніх, присутня в багатьох його творах («Заросли шляхи тернами», «Буває іноді старий…», «Чи то недоля та неволя», «Споборники святої волі», «Не нарікаю я на Бога»).
Юродиві зображені на картинах російських художників: Михайла Нестерова («Душа народу»), Василя Сурикова («Бояриня Морозова»), Павла Свєдомського («Юродивий»), Сергія Крилова «Василь Блаженний (моління)».
Виконанням ролі юродивого в опері «Борис Годунов» Модеста Мусоргського відомий український радянський співак Іван Козловський.